# Arturo Prat
Arturo Prat Chacón (ur. 4 kwietnia 1848, zm. 21 maja 1879) – oficer chilijskiej marynarki wojennej, jeden z bohaterów narodowych Chile.

## Życiorys
Urodził się w Ninhue. W 1854 jego rodzina przeniosła się do Santiago (do domu stojącego na obecnej ulicy Arturo Prat). W 1858 wstąpił do szkoły morskiej, którą ukończył w 1861 jako kadet. Pływał wówczas na korwecie „Esmeralda”, z którą była następnie związana większość jego kariery. W lipcu 1864 Prat zdał egzaminy i uzyskał stopień oficerski. Pod koniec 1865 wybuchła wojna Chile i Peru z Hiszpanią. 26 listopada 1865, w potyczce morskiej pod Papudo, „Esmeralda” pod dowództwem Juana Williamsa Rebolledo zdobyła hiszpańską kanonierkę, wcieloną następnie do służby Chile jako „Covadonga”. Rząd Chile awansował wszystkich uczestników starcia i Prat zyskał stopień porucznika. Prat wziął następnie udział w starciu sojuszniczej eskadry pod Abtao 7 lutego 1866 z dwoma hiszpańskimi fregatami, na pokładzie „Covadongi”, zakończonym wycofaniem się Hiszpanów.
Po wojnie, Prat nadał służył w marynarce Chile, uczestnicząc w licznych rejsach. Stał się też wykładowcą w Akademii Morskiej Chile, a od 1871 zastępcą dowódcy korwety „Esmeralda”. W 1873 awansował na komandora podporucznika, w tym też roku w maju ożenił się z Carmelą Carvajal. Przykładał wagę do szkolenia, tłumaczył książki z francuskiego. Jednocześnie, od 1872 rozpoczął studia prawnicze na uniwersytecie Chile, które ukończył egzaminem zdanym 31 lipca 1876 przed Sądem Najwyższym. W tym samym roku rząd zamknął Akademię Morską. Prat wówczas podjął służbę w instytucjach lądowych marynarki wojennej w Valparaiso jako prawnik, pracując nad regulacjami prawnymi dotyczącymi żeglugi.
Po wybuchu wojny z Peru i Boliwią w 1879 (wojny o Pacyfik lub „wojny saletrzanej”), Prat w stopniu Capitán de fragata graduado (odpowiadający komandorowi porucznikowi) powrócił do służby bojowej. Początkowo był dowódcą „Covadongi”, a od połowy maja 1879, „Esmeraldy”. Oba te okręty blokowały peruwiański port Iquique. 21 maja 1879 pod Iquique nadpłynęła eskadra okrętów peruwiańskich, w składzie monitora „Huáscar” i fregaty pancernej „Independencia”. Pomimo przygniatającej przewagi pancernych okrętów peruwiańskich, Prat zdecydował walczyć w obronie honoru bandery, na skutek czego doszło do bitwy pod Iquique. Przed jej rozpoczęciem, wygłosił symboliczne przemówienie do załogi: „Chłopcy, walka jest nierówna, lecz jest duch i męstwo. ...Dopóki żyję, nasza bandera będzie powiewać na miejscu, a jeśli zginę, zapewnią to moi oficerowie”. Przez następne trzy godziny „Huáscar”, dowodzony przez komandora Miguela Grau, prowadził pojedynek artyleryjski z „Esmeraldą”, ostrzeliwaną dodatkowo przez baterie polowe z brzegu.

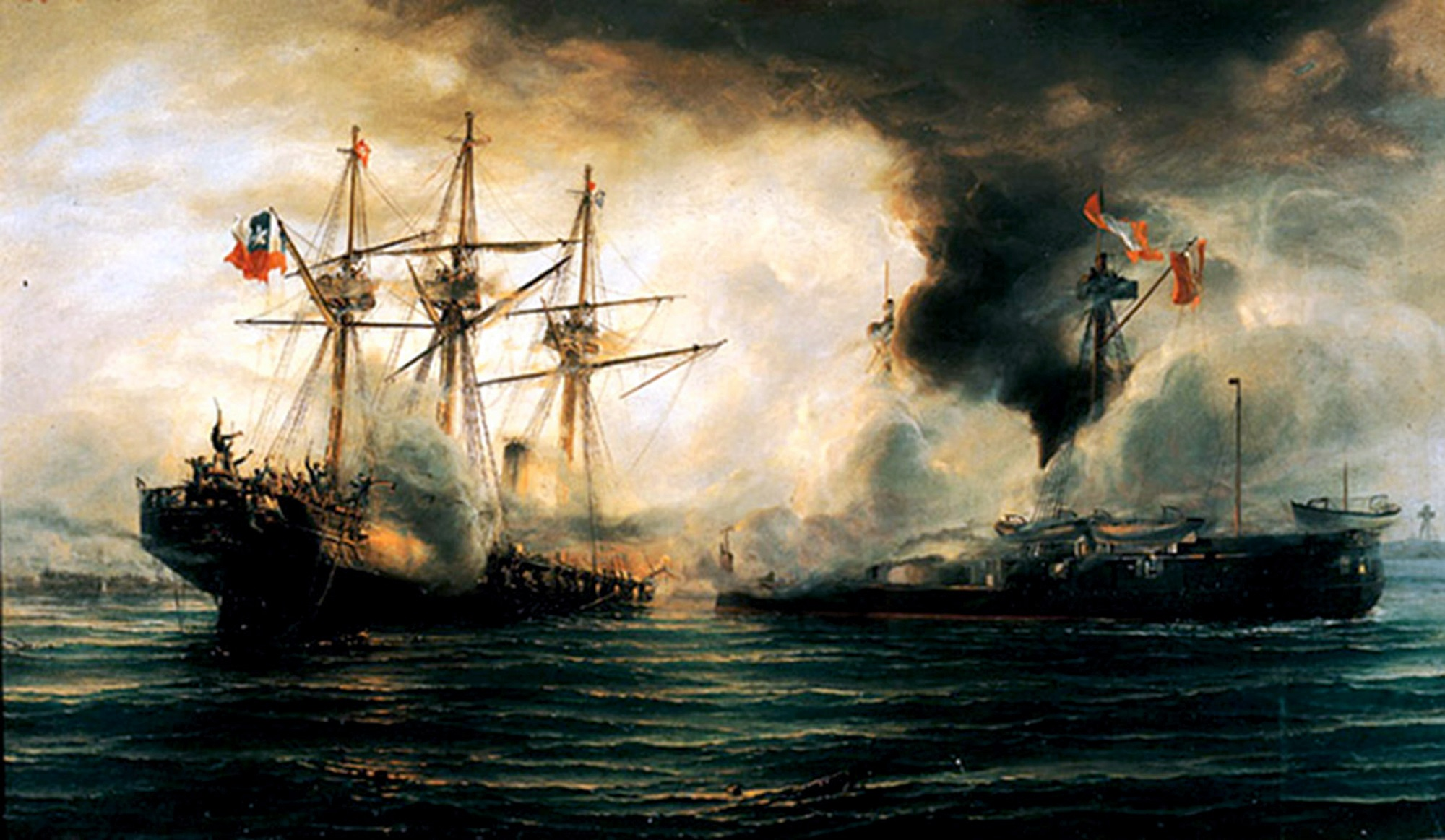
Zatopienie „Esmeraldy”

Ponieważ ogień peruwiański nie był zbyt celny, Grau zdecydował staranować „Esmeraldę”. Podczas próby taranowania, Prat z rewolwerem i szablą i okrzykiem „do abordażu, chłopcy!” (¡Al abordaje muchachos!), przeskoczył na pokład „Huáscara”, wraz z sierżantem Juanem de Dios Aldea. Obaj ponieśli śmierć od ognia karabinowego na pokładzie „Huáscara”, ranny Prat jednak zdążył zastrzelić jednego z marynarzy. Więcej marynarzy chilijskich nie zdołało przeskoczyć na „Huáscara” na skutek nieusłyszenia rozkazu, a następnie rozejścia się okrętów, lecz przy drugiej próbie taranowania, trzynastu marynarzy poszło za wzorem swojego dowódcy, również w większości ponosząc śmierć. „Esmeralda” ostatecznie zatonęła od trzeciego taranu.

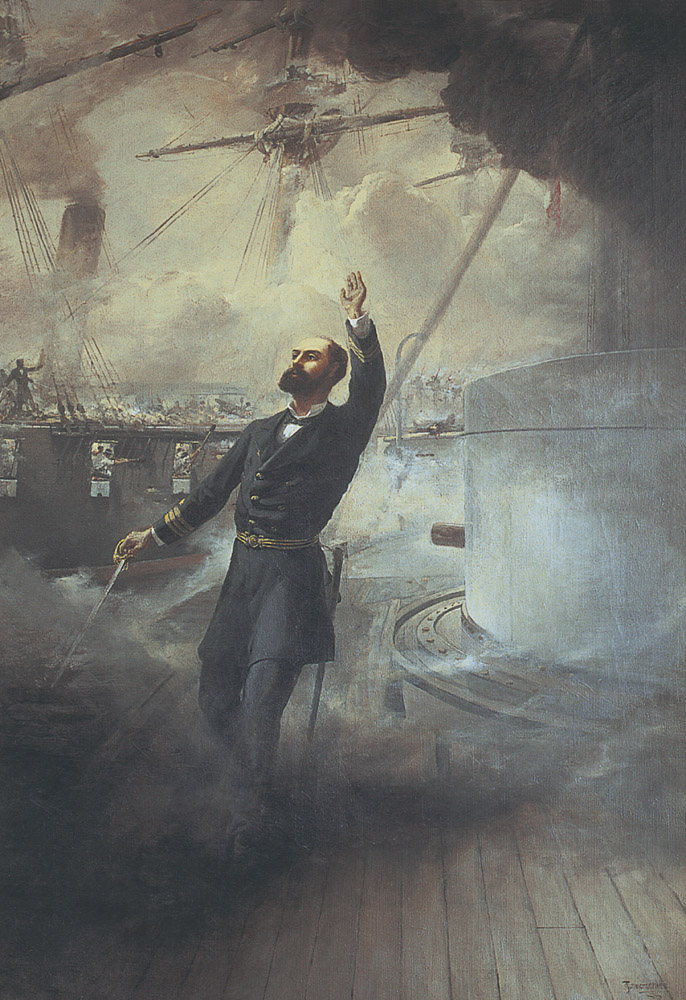
Śmierć Arturo Prata

Po śmierci Arturo Prat stał się chilijskim bohaterem narodowym. Miguel Grau napisał list z wyrazami szacunku do wdowy po nim, przesyłając jego osobiste rzeczy i szablę. Jego imieniem nazwano liczne ulice i instytucje w Chile oraz okręty wojenne („Capitan Prat”), jego podobizna znajduje się też na banknocie 10 000 pesos chilijskich. Portret Prata jest umieszczony w salonie dowódcy monitora „Huáscar”, będącego obecnie chilijskim okrętem-muzeum, obok portretu Miguela Grau, również poległego później na jego pokładzie.

## Awanse
Polskie odpowiedniki są przybliżone.
- 1861 – guardiamarina
- lipiec 1864 – guardiamarina examinado (podporucznik)
- 1864 – Teniente 2° (porucznik)
- 9 września 1868 - Teniente 1° (kapitan)
- 1873 – Capitán de corbeta graduado (komandor ppor.)
- 1874 – Capitán de corbeta efectivo
- 1876 – Capitán de fragata graduado (komandor por.)